# OCEAN (B'z單曲)
《OCEAN》，是日本樂團B'z的第39張單曲和代表作之一。

## 簡介
- 因搭配人氣日劇海猿，使本張單曲既熱情鼓動的結果以來，相隔三年再度達到銷售破50萬張
- 自16張單曲心願以來，相隔10年再度達成連續6週都在Oricon排行榜前10名
- 自2000年人氣單曲今夜在賞月的山丘上於年度排行榜前10名後，相隔5年再度達成年度排行榜前10名的紀錄
- 最終銷量約50.9萬張。

## 製作人員
- 松本孝弘：吉他・全曲作曲・編曲
- 稲葉浩志：主唱・全曲作詞
- Shane Gaalaas：鼓・打擊樂器
- 池田大介：編曲（#1）
- 徳永暁人：貝斯・全曲編曲
- 大田紳一郎：合聲歌手 （#1）
- TAMA STRINGS：弦樂器 （#1）

## 收錄曲
- 1.OCEAN
- 2.不顧一切緊抱（なりふりかまわず抱きしめて）
- 3.Dear my lovely pain

## 主題曲
- 富士電視台『海猿-UMIZARU EVOLUTION-』主題曲。（#1）
- 朝日新聞足球応援廣告曲。（#2）

## 收錄專輯
- B'z The Best "Pleasure II"（#1）
- MONSTER（#1、2006 MiX）
- B'z The Best "ULTRA Pleasure"（#1）